# Woldemar Lippert
Hermann Woldemar Lippert (* 17. Oktober 1861 in Dresden; † 10. Juni 1937 in Kötzschenbroda-Niederlößnitz, heute Radebeul) war ein deutscher Archivar und Historiker.

## Leben und Werk
Woldemar Lippert war der einzige Sohn des Stärkefabrikanten August Hermann Lippert (1818–1908) und seiner Frau Christiane Friederike Lippert, geborene Böhmert (1832–1908). Lippert besuchte die Bürgerschule seiner Heimatstadt und von 1873 bis 1881 ebendort die Kreuzschule. Dann war er Einjährig-Freiwilliger im Grenadier-Regiment „Kaiser Wilhelm, König von Preußen“ (2. Königlich Sächsisches) Nr. 101. Vom Sommersemester 1882 an studierte er Geschichte, Historische Hilfswissenschaften, Deutsch, Erdkunde und alte Sprachen an der Universität Leipzig, unter anderem bei Georg Voigt, Wilhelm Arndt und Carl von Noorden. Mit einer Arbeit über Rudolf von Burgund wurde er am 16. Dezember 1885 in Leipzig zum Dr. phil. promoviert. Sein Erstgutachter war Wilhelm Maurenbrecher. Von 1886 bis 1887 arbeitete er unter Ernst Ludwig Dümmler an der Monumenta Germaniae Historica. Dafür zog er nach Wien, wo er sich bei Theodor von Sickel mit Diplomatik beschäftigte. Wegen ungewisser Zukunftsaussichten als Wissenschaftler und fehlender finanzieller Rücklagen zog er zunächst den Lehrerberuf vor. Am 22. Oktober 1886 legte er das Staatsexamen für das Lehramt an höheren Schulen ab. Von Ostern 1887 bis 1891 war er Gymnasiallehrer bzw. Gymnasialoberlehrer am Wettiner Gymnasium Dresden.
Seit April 1891 war Lippert Archivsekretär am Hauptstaatsarchiv Dresden, seit April 1893 Staatsarchivar, seit August 1898 Archivrat, seit August 1906 Regierungsrat und seit Dezember 1912 Oberregierungsrat, bevor er schließlich im Juli 1919 Geheimer Regierungsrat und Leiter des Sächsischen Hauptstaatsarchivs in Dresden wurde. Unter seiner Leitung wurden dort erstmals Ausstellungen veranstaltet, um die Schätze des Archivs größeren Bevölkerungsteilen nahezubringen. Die Themen waren 1921 Luther und die Reformationszeit, 1922 Urkunden, 1925 die Rheinlande und 1927 Geschichte des Dreißigjährigen Krieges. Am 31. Januar 1928 trat er in den Ruhestand und wurde Archivar des „Familien-Vereins Haus Wettin“. Nach der Machtergreifung der Nationalsozialisten wurde er Mitglied der NSDAP. Die Universität Leipzig erneuerte 1935 sein Doktordiplom in Anerkennung seiner wissenschaftlichen Verdienste.
Lippert war Mitglied in verschiedenen wissenschaftlichen Gesellschaften. Bereits als Student trat er 1884 dem Verein „Roter Löwe“ für Geschichte und geschichtliche Hilfswissenschaften bei. 1890 wurde er Mitglied des Sächsischen Altertumsvereins, deren Vorstandsmitglied und Schriftführer er 1903 wurde. Von 1926 bis 1936 war er deren Vorsitzender und gleichzeitig Herausgeber der Vereinszeitschrift „Neues Archiv für sächsische Geschichte“, 1936 dann Ehrenmitglied des Vereins. Ehrenmitglied wurde er auch in der Niederlausitzer Gesellschaft für Anthropologie und Altertumskunde (1894) und der Oberlausitzischen Gesellschaft der Wissenschaften (1904). Seit 1905 war er ordentliches Mitglied der Sächsischen Kommission für Geschichte. Außerdem war Lippert Mitglied und später Vorsitzender der Historischen Gesellschaft in Dresden. 1926 begründete er den Verband Sächsischer Geschichts- und Altertumsvereine mit und wurde erster Vorsitzender. Er war Beirat des Gesamtvereins der Deutschen Geschichts- und Altertumsvereine und Mitglied des Sächsischen Denkmalpflegerats. Besonders verbunden fühlte er sich neben seiner sächsischen Heimat auch der Niederlausitz: „Ich bin seit einem Vierteljahrhundert so eng mit ihr verwachsen, daß sie mir wissenschaftlich auch eine Heimat ist neben unserer Mark Meißen.“ schrieb er 1918. Zahlreiche Vorarbeiten Lipperts über die Niederlausitz haben es dem Historiker Rudolf Lehmann 1937 ermöglicht, eine umfassende Gesamtdarstellung der Geschichte dieser Landschaft zu verfassen.
Neben Lipperts Ernennung zum Geheimen Regierungsrat erhielt er einige weitere Auszeichnungen. Darunter waren (Stand 1915): das Ritterkreuz I. Klasse des sächsischen Albrechtsordens, das Ritterkreuz IV. Klasse mit der Krone des bayerischen Verdienstordens vom Heiligen Michael, das Ritterkreuz des schwedischen Nordsternordens sowie der Kommandeursrang des tunesischen Nischan el Iftikhar-Ordens.

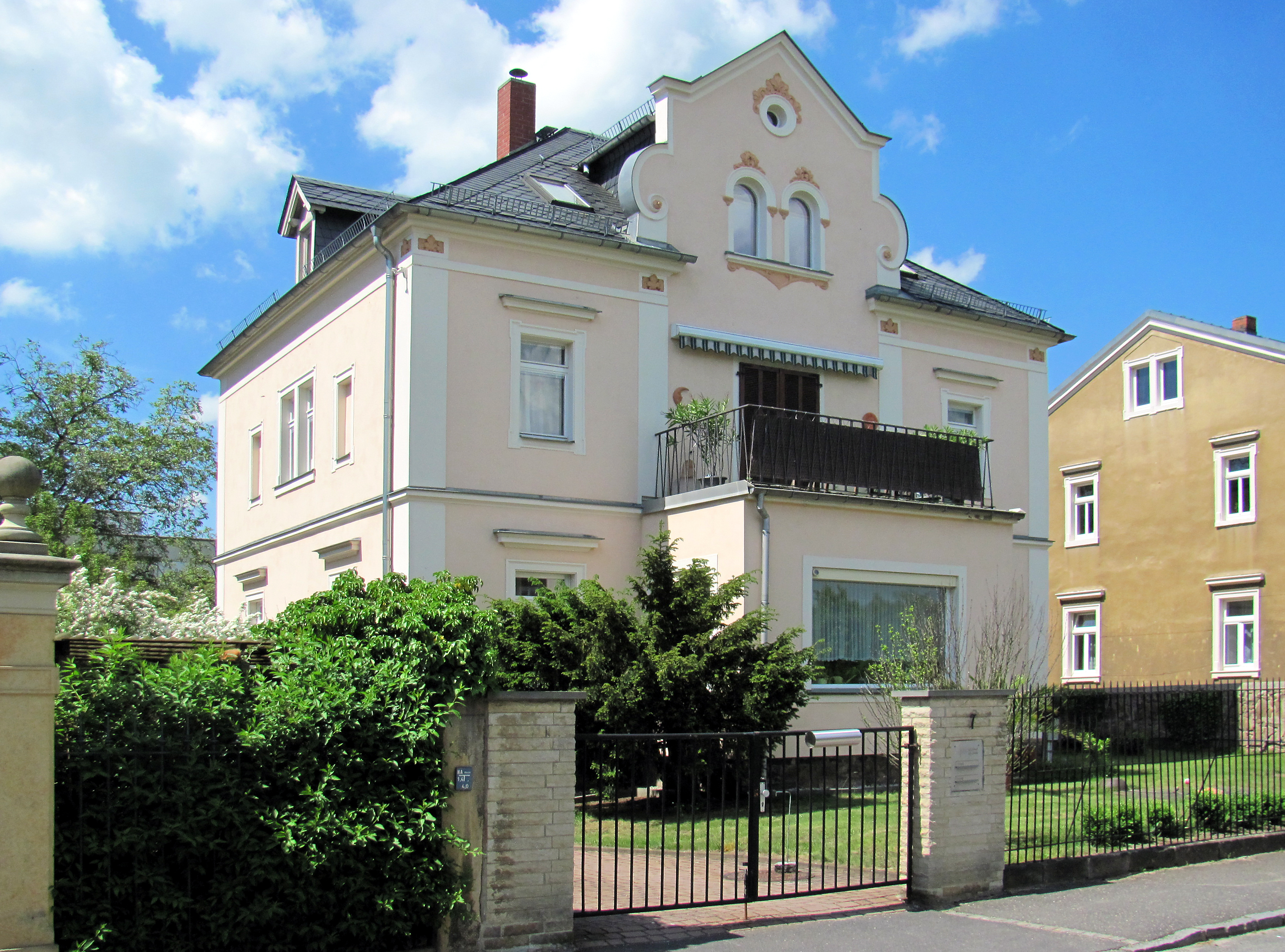
Villa Käthe, Lipperts Wohnsitz in Niederlößnitz

Lippert heiratete 1890 Wilhelmina Johanna Thecla Müller, die 1898 starb. 1899 ging er eine zweite Ehe mit Katharina (Käthe) Henriette Ina Pape ein, mit der er in der Villa Käthe in Niederlößnitz wohnte. Ihr Sohn Rudolf (* 18. April 1891; † 29. August 1918) fiel wenige Wochen vor Ende des Ersten Weltkrieges in Flandern.

## Werke
- Geschichte des westfränkischen Reiches unter König Rudolf. G. Schmidt, Leipzig 1885, Dissertation; erweiterte Neuausgabe unter dem Titel: König Rudolf von Frankreich. Fock, Leipzig 1886
- Wettiner und Wittelsbacher sowie die Niederlausitz im XIV. Jahrhundert. Ein Beitrag zur deutschen Reichs- und Territorialgeschichte. Baensch-Stiftung, Dresden 1894, Digitalisat
- Über das Geschützwesen der Wettiner im 14. Jahrhundert. Leipzig 1894
- Woldemar Lippert und Hans Beschorner (Hrsg.): Das Lehnbuch Friedrichs des Strengen, Markgrafen von Meißen und Landgrafen von Thüringen 1349–1350 (= Schriften der Königlich Sächsischen Kommission für Geschichte, Band 8). Teubner, Leipzig 1903, Digitalisat
- Die deutschen Lehnsbücher. Beiträge zum Registerwesen und Lehnrecht des Mittelalters. Teubner, Leipzig 1903, Nachdruck: Scientia-Verlag, Aalen 1970, ISBN 3-511-00299-0
- Briefwechsel 1747–1772. Kaiserin Maria Theresia und Kurfürstin Maria Antonia von Sachsen (= Schriften der Königlich Sächsischen Kommission für Geschichte, Band 14). Teubner, Leipzig 1908
- Urkundenbuch der Stadt Lübben.
  - Band 1. Die Lübbener Stadtbücher 1382–1526. Baensch-Stiftung, Dresden 1911, Digitalisat
  - Band 2. Die Lübbener Stadtrechnungen des 15. und 16. Jahrhunderts. Baensch-Stiftung, Dresden 1919, Digitalisat
  - Band 3. Die Urkunden der Stadt und des Amtes Lübben, der Herrschaft Zauche, Pretschen und Leuthen. Baensch-Stiftung, Dresden 1933, Digitalisat
- Das Sächsische Hauptstaatsarchiv. Sein Werden und Wesen. Baensch-Stiftung, Dresden 1922, Digitalisat; 2. erheblich erweiterte Auflage, Baensch-Stiftung, Dresden 1930, Digitalisat
- Urkundenbuch des Klosters Neuzelle und seiner Besitzungen. Baensch-Stiftung, Dresden 1924
- Richard Wagners Verbannung und Rückkehr 1849–1862. Mit unveröffentlichten Briefen und Aktenstücken. Aretz, Dresden 1927
- Meißnisch-Sächsische Forschungen. Zur Jahrtausendfeier der Mark Meißen und des Sächsischen Staates. Baensch-Stiftung, Dresden 1929, Digitalisat